# Kanton Thénezay
Der Kanton Thénezay war bis 2015 ein französischer Wahlkreis im Arrondissement Parthenay, im Département Deux-Sèvres und in der Region Poitou-Charentes; sein Hauptort war Thénezay. Vertreter im Generalrat des Départements war zuletzt von 1992 bis 2015 Hervé de Talhouet-Roy (DVD). 
Der neun Gemeinden umfassende Kanton war 185,95 km² groß und hatte 4296 Einwohner (Stand: 1999).

## Gemeinden
| Gemeinde                 | Einwohner Jahr | Fläche km² | Bevölkerungsdichte | Code INSEE | Postleitzahl |
| ------------------------ | -------------- | ---------- | ------------------ | ---------- | ------------ |
| Aubigny                  | 173 (2013)     | –          | – Einw./km²        | 79019      | 79390        |
| Doux                     | 222 (2013)     | –          | – Einw./km²        | 79108      | 79390        |
| La Ferrière-en-Parthenay | 815 (2013)     | –          | – Einw./km²        | 79120      | 79390        |
| Lhoumois                 | 155 (2013)     | –          | – Einw./km²        | 79149      | 79390        |
| Oroux                    | 109 (2013)     | –          | – Einw./km²        | 79197      | 79390        |
| La Peyratte              | 1.143 (2013)   | –          | – Einw./km²        | 79208      | 79390        |
| Pressigny                | 194 (2013)     | –          | – Einw./km²        | 79218      | 79390        |
| Saurais                  | 202 (2013)     | –          | – Einw./km²        | 79306      | 79390        |
| Thénezay                 | 1.411 (2013)   | –          | – Einw./km²        | 79326      | 79390        |